# Kolozsvári György
Kolozsvári György (Pápa, 1973. december 22. – Budapest, 2010. szeptember 7.) hivatásos magyar katona, posztumusz hadnagy.

## Élete
Katonai szolgálatát 1996-ban kezdte meg. A tatai dandár lövész zászlóaljában, 3. lövész századnál szolgált, zászlós beosztásban.
Járt Koszovóban és Bosznia-Hercegovinában. Afganisztánban 2007-ben, a PRT 2. váltásával járt először. Három alkalommal is kitüntették a Békefenntartásért szolgálati jellel. Megkapta a Szolgálati Érdemjel bronz fokozatát, és teljesítményét számos alkalommal pénzjutalommal is elismerték - olvasható a tárca közleményében.
Afganisztánban szolgáló tartományi újjáépítési csoport (PRT) hazatérő katonáit szállító konvojt támadás érte 2010. augusztus 23-án. A támadásban repesztől életveszélyes fejsérülést szenvedett, Budapestre szállítása után, 2010. szeptember 7-én életét vesztette. A Magyar Honvédség hősi halottja.
Feleségét és két kisgyermekét hagyta hátra.